# Kraje podwójnie śródlądowe
     Państwa śródlądowe
     Państwa podwójnie śródlądowe

Mapa z państwami śródlądowymi.
Państwa śródlądowe
Państwa podwójnie śródlądowe

Kraje podwójnie śródlądowe − państwa, które nie posiadają dostępu do morza i graniczą wyłącznie z państwami śródlądowymi.

## Obecne państwa podwójnie śródlądowe
Współcześnie istnieją dwa tego typu państwa na świecie:
- Liechtenstein − graniczący z Austrią i Szwajcarią. Liechtenstein stał się państwem podwójnie śródlądowym po proklamowaniu niepodległości przez Państwo Słoweńców, Chorwatów i Serbów 29 października 1918 roku, czyli odłączeniu się od Austro-Węgier. 12 marca 1938 roku Austria została wcielona do III Rzeszy, w związku z tym Liechtenstein uzyskał sąsiada z dostępem do morza. 27 kwietnia 1945 roku, przed upadkiem III Rzeszy, został utworzony Rząd Austrii, na czele której stanął Karl Renner. W związku z tym Liechtenstein ponownie został państwem podwójnie śródlądowym.
- Uzbekistan – graniczący z Afganistanem, Kazachstanem, Kirgistanem, Tadżykistanem i Turkmenistanem. Stał się państwem podwójnie śródlądowym w wyniku rozpadu ZSRR w 1991 roku, kiedy to uzyskał niepodległość.

## Dawne państwa podwójnie śródlądowe
Przed 1871 rokiem, czyli przed zjednoczeniem Niemiec przykładami takich państw były:
- Wolne Miasto Frankfurt (w 1866 wcielone do Prus)
- Wielkie Księstwo Hesji
- Landgrafostwo Hesji-Homburg (w 1866 roku podzielone między Wielkie Księstwo Hesji i Prusy)
- Księstwo Lichtenberg (w 1834 roku wcielone do Prus)
- Księstwo Nassau (w 1866 roku wcielone do Prus)
- Księstwo Reuss-Greiz
- Księstwo Waldeck i Pyrmont
- Królestwo Wirtembergii

W 1921 r. funkcjonowało krótko samozwańcze państwo:
- Palatynat Litawski – graniczący z Austrią i Węgrami, pozbawionymi już wówczas dostępu do morza. Proklamowany 4 października 1921, nieuznany przez żadne państwo świata, został do 30 listopada 1921 ostatecznie wcielony do Austrii.